# Amerongen
Amerongen (prononcé en néerlandais : [amɛrɔŋə(n)]) est un village néerlandais situé dans la commune d'Utrechtse Heuvelrug, en province d'Utrecht. Au 1er janvier 2021, le village compte 5 420 habitants.

## Histoire
L'empereur Guillaume II d'Allemagne, à l'occasion de son exil aux Pays-Bas, réside au château d'Amerongen de novembre 1918 à mai 1920, date à laquelle il s'établit au château de Doorn. Il signe son abdication au château d'Amerongen.
La commune d'Amerongen, couvrant également Overberg, est indépendante jusqu'au 1er janvier 2006. À cette date, elle fusionne avec les communes voisines de Doorn, Leersum, Driebergen-Rijsenburg et Maarn pour former la nouvelle commune d'Utrechtse Heuvelrug.

## Galerie

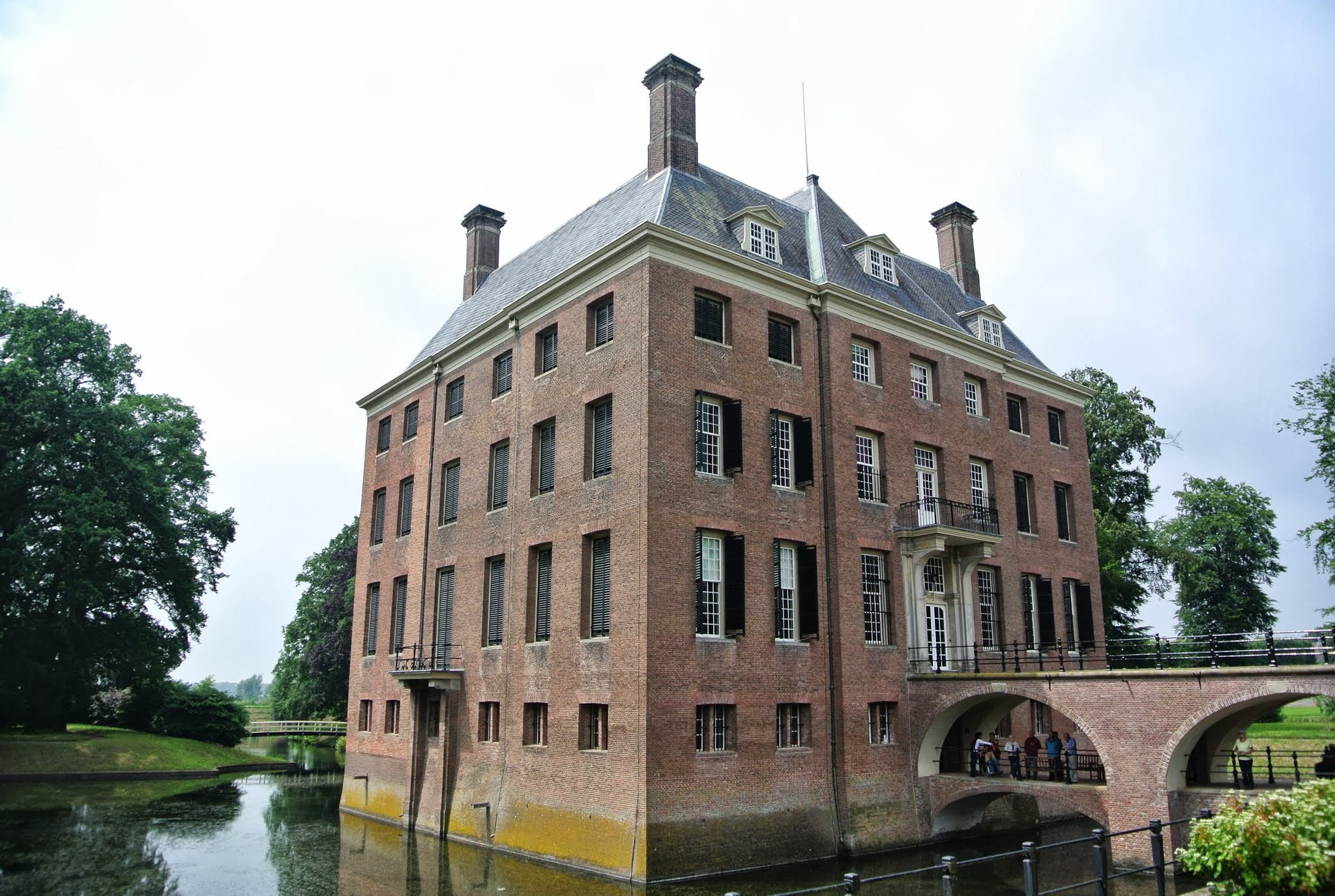
Le château d'Amerongen.
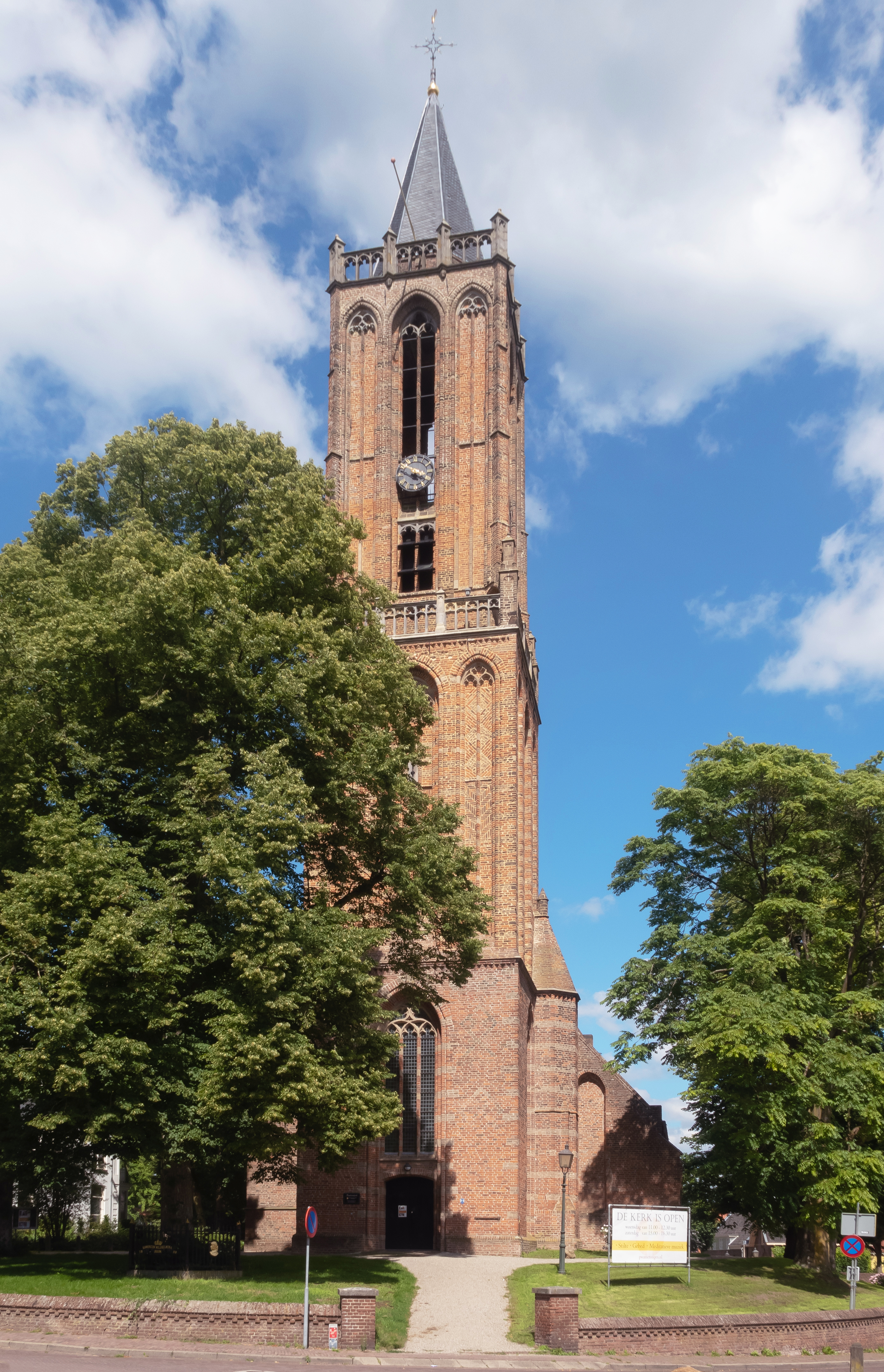
L'église : Andrieskerk.
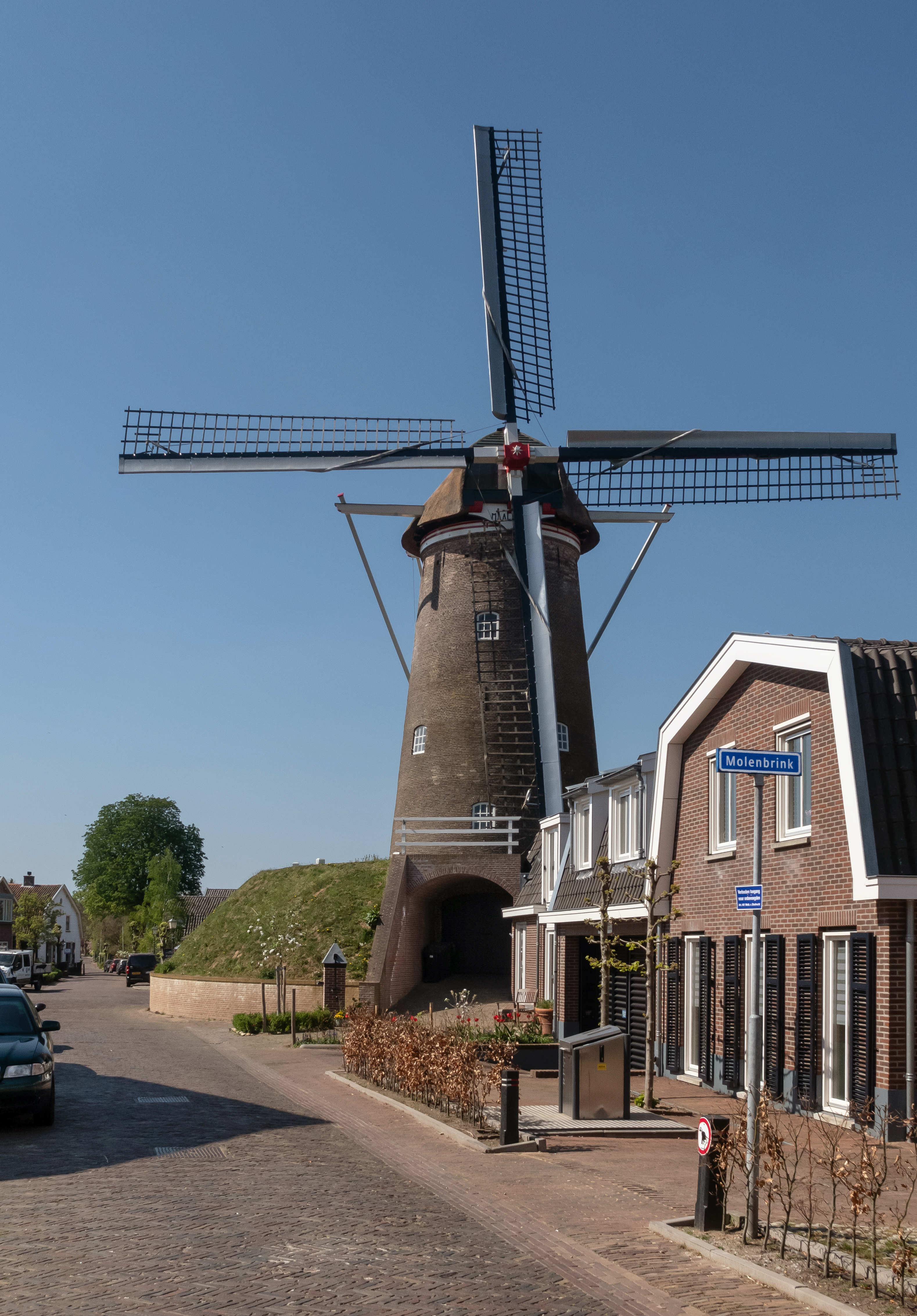
Moulin : Maallust.